# Beginaż

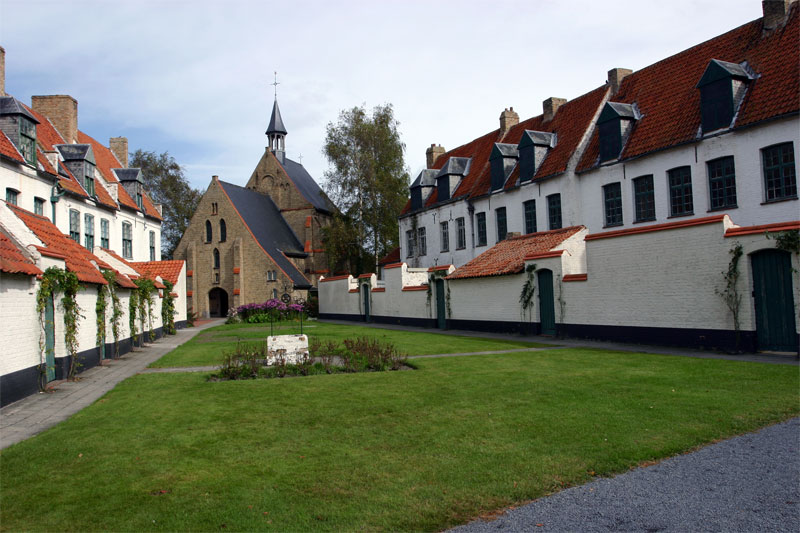
Beginaż w Diksmuide (Belgia)

Beginaż (niderl. begijnhof, fr. béguinage) – miejsce, gdzie mieszkały beginki. Beginaże powstawały głównie w średniowieczu. Najczęściej spotyka się beginaże na terenie północnej i północno-wschodniej Francji, Belgii, Holandii oraz zachodnich i północno-zachodnich Niemiec.
Zwykle jest to zespół niewielkich domków z małym kościołem lub kaplicą i szpitalem, w pobliżu szpitala znajdował się dom matki przełożonej. Beginaż otoczony był murem, w którym znajdowała się jedna lub więcej bram, łączące beginaż z miastem. W beginażu znajdowały się zwykle także: izolatka dla zakaźnie chorych, stajnia, kurnik, browar, ogrody i łąka. Domy w beginażu mogły być jedno- lub wieloosobowe (te dla mniej zamożnych beginek i nowicjuszek). Kiedy kobieta została przyjęta do grona beginek i było ją na to stać mogła wynająć lub kupić jeden z domów należących do wspólnoty. Po jej śmierci dom ponownie stawał się własnością wspólnoty beginek.
Początkowo beginaże powstawały poza murami miasta, ale po soborze trydenckim kościół zalecił włączenie klasztorów i beginaży w granice miast. Tak zrobiono z beginażami w wielu miejscach, np. w Brugii, Gandawie, Lier, Herentals, Leuven, Diest, Brukseli, Dendermonde, Hasselt, Mechelen i Tienen. Niektóre, jak np. beginaż w Sint-Truiden, nadal znajdują się poza murami miasta. Część beginaży ma wewnętrzny, trójkątny lub prostokątny, dziedziniec (np. beginaże w Aarschot, Herentals, Turnhout, Hasselt, Hoogstraten, Anderlecht, Oudenaarde, Aalst, Dendermonde i Diksmuide). W innych domy budowane były w dwóch rzędach wokół trawiastego placu (np. w Tienen, Antwerpii, Sint-Truideni Kortrijk).

## Znane beginaże

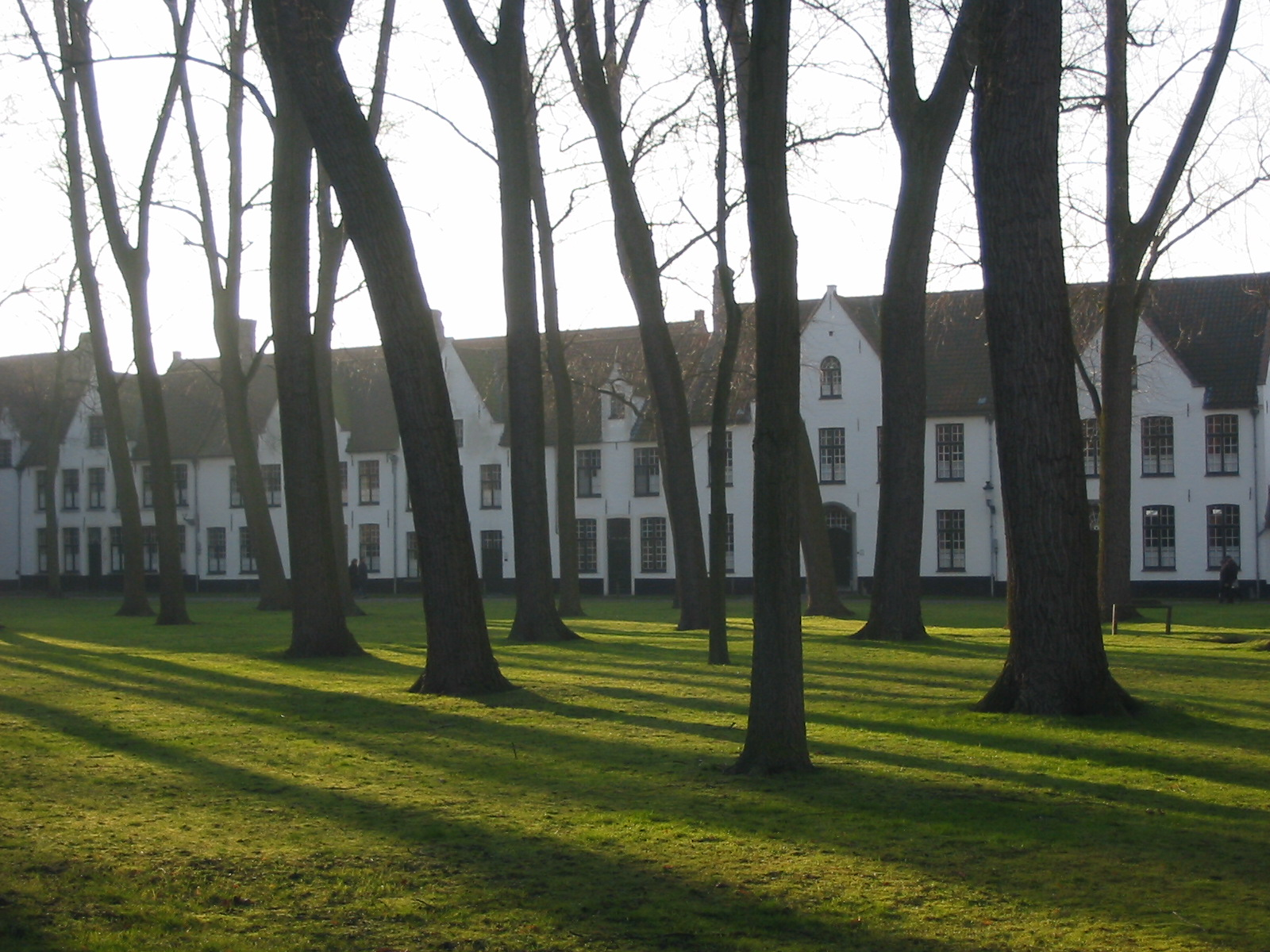
Beginaż w Brugii

Belgia
- Antwerpia
- Brugia
- Dendermonde
- Diest
- Diksmuide

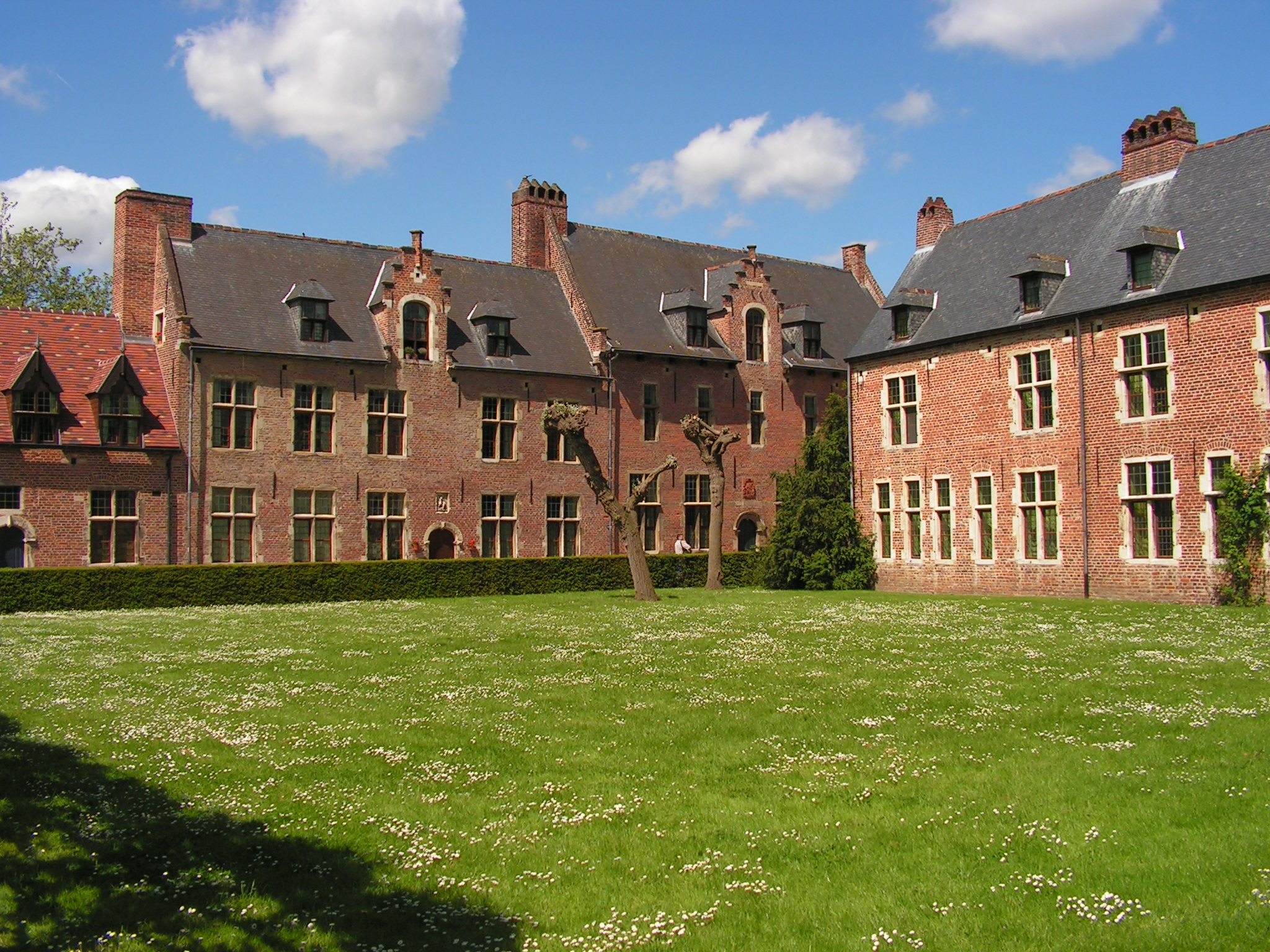
Duży beginaż w Lowanium

- Gandawa (Sint-Elisabethbegijnhof, Sint-Amandsbergbegijnhof i Onze-Lieve-Vrouw Ter Hoye)
- Hoogstraten
- Kortrijk
- Lier
- Leuven (mały i duży)
- Mechelen (mały i duży)
- Sint-Truiden
- Turnhout
- Tongeren

Inne kraje
- Amsterdam, Holandia
- Breda, Holandia
- Cambrai (Béguinage de Saint Vaast), Francja